# Hněvětice
Hněvětice je malá vesnice, část města Skuteč v okrese Chrudim. Nachází se asi 4,5 km na východ od Skutče. Patří k nejstarším osadám na Skutečsku. První písemná zpráva je z roku 1392.  V roce 2009 zde bylo evidováno 42 adres. V roce 2001 zde trvale žilo 65 obyvatel.
Hněvětice je také název katastrálního území o rozloze 4,35 km2. V katastrálním území Hněvětice leží i Borek a Zhoř.

## Exulanti
V letech 1421–1621 byly Hněvětice utrakvistické, po bitvě na Bílé hoře byli utrakvističtí kněží vyhnáni a kolatura přidělena ke Skutči. Utrakvistická modlitebna se nedochovala.
Z Hněvětic pocházeli manželé František a Markéta Mundilovi.Oba patří k zakladatelům české exulantské obce Husinec v pruském Slezsku. František († 14.11.1762 Husinec) byl starším sboru. Kazatelem v Husinci  byl  od roku 1754 až do své smrti  Samuel Figulus (2.4.1724, Skoki–1771), pravnuk Jana Amose Komenského.

## Galerie

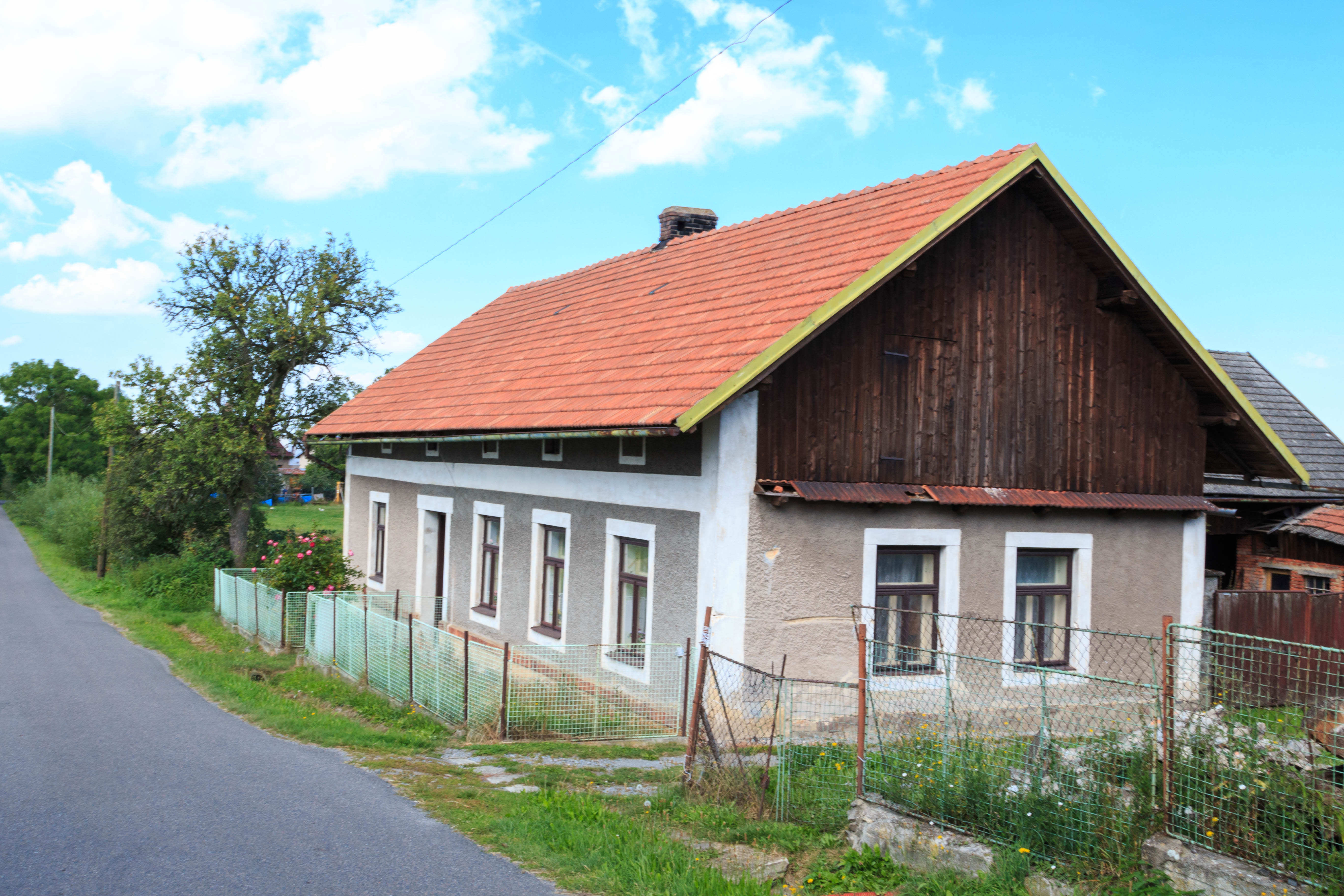
Dům č. p. 28
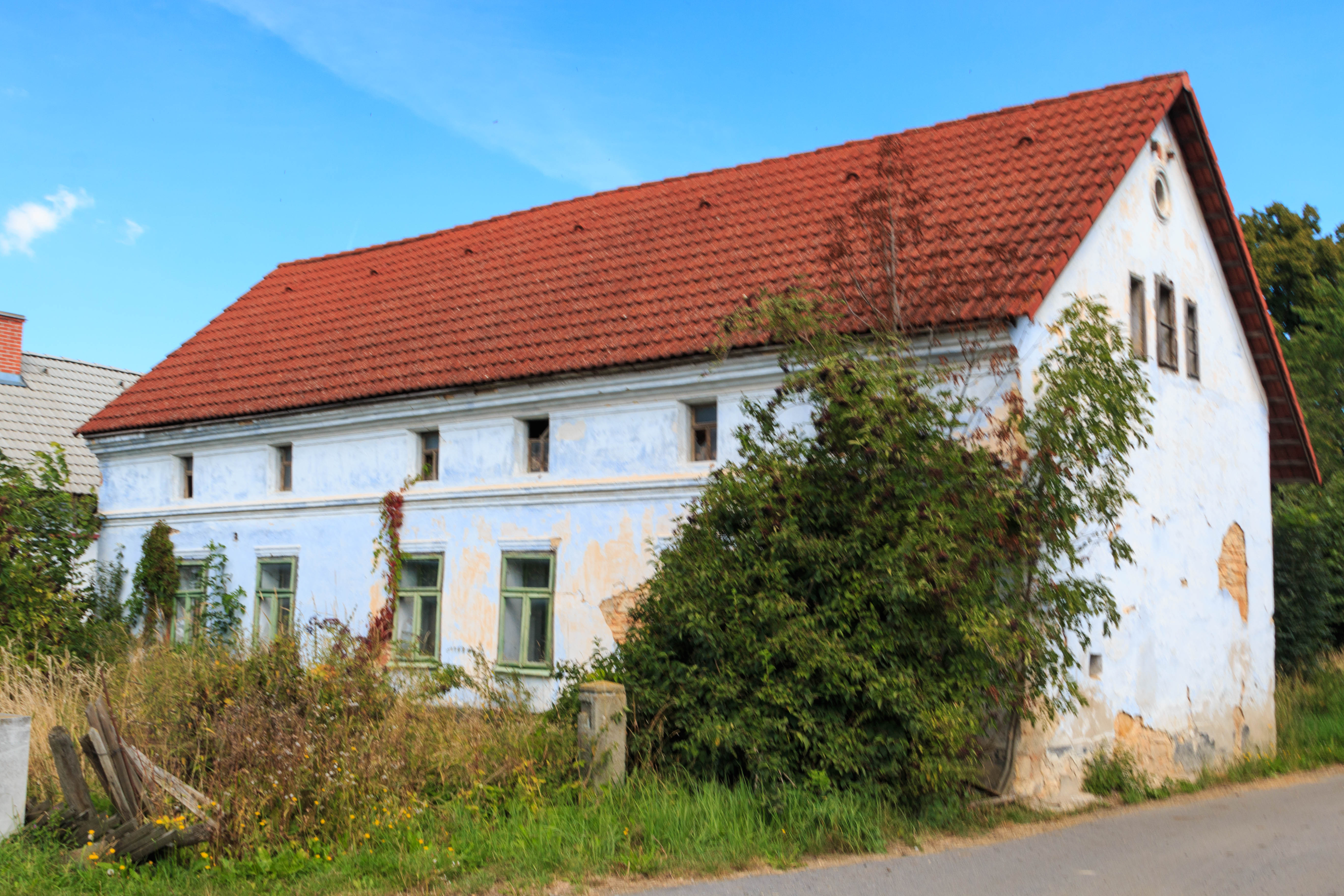
Dům č. p. 12
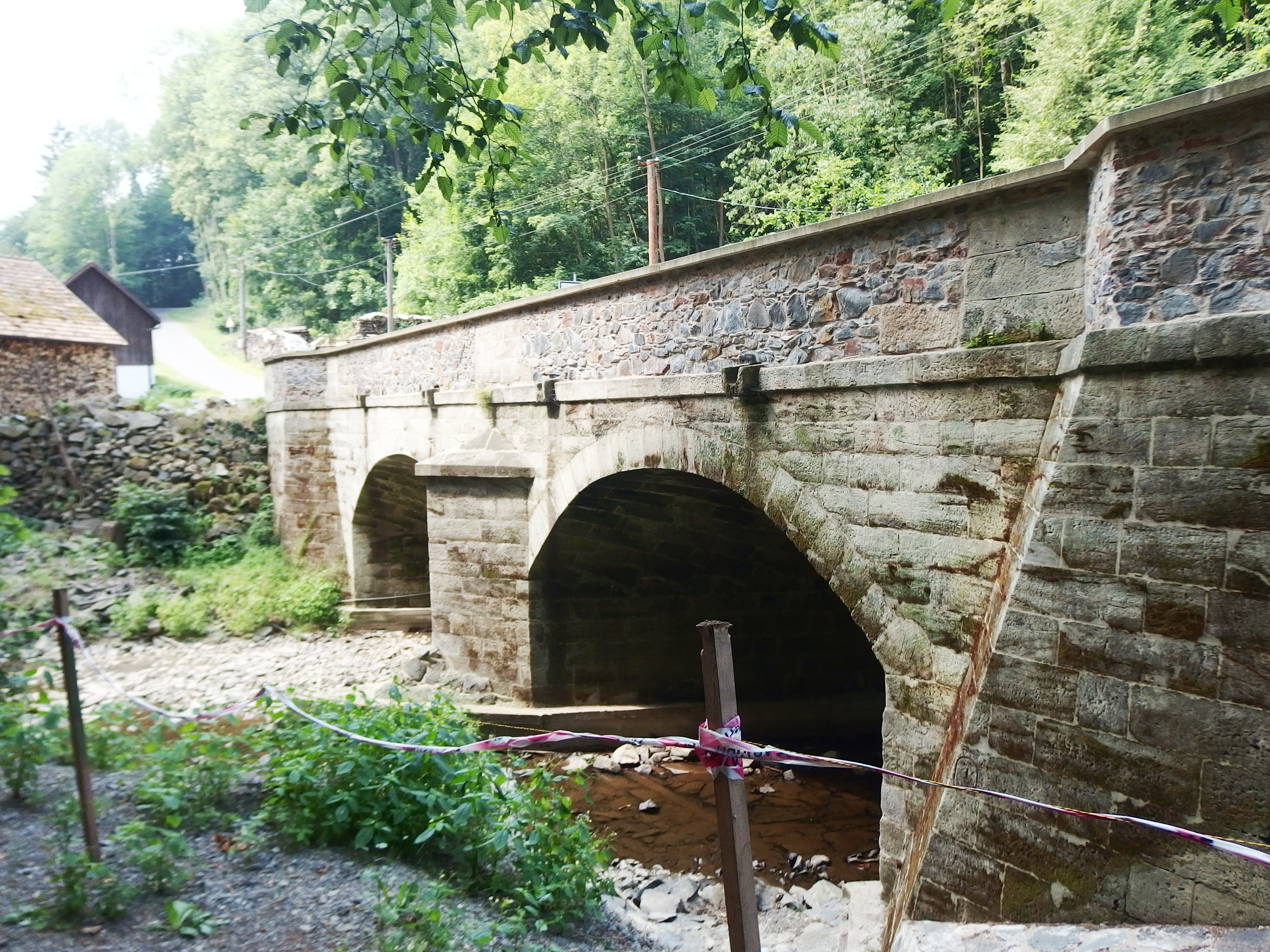
Památkově chráněný kamenný most přes Krounku na výjezdu z obce směrem na Podhradí